# 1996 TK48
1996 TK48 är en asteroid i huvudbältet som upptäcktes den 9 oktober 1996 av de båda japanska astronomerna Seiji Ueda och Hiroshi Kaneda i Kushiro.
Asteroiden har en diameter på ungefär 4 kilometer.